# Генерал брони
Генерал бро́ни (пол. generał broni, буквально «генерал рода войск») — воинское звание высшего офицерского состава в Вооружённых силах Польши, ранее в Войске Польском и в Вооруженных силах ПНР.
Третье генеральское звание (после генерала бригады и генерала дивизии); следующие по рангу звания — генерал и маршал Польши. В ВМФ Польши званию генерала брони соответствует звание адмирал флота (пол. admirał floty).
В классификации званий государств НАТО соответствует уровню OF-8. В Вооружённых Силах Российской Федерации примерно соответствует званию генерал-полковник.
Знаки различия — генеральское шитьё (зигзаг) и три звезды на головном уборе, рукавах мундира и выше нагрудного кармана полевой формы.

## История
Звание возникло в XIX веке в армии Царства Польского как собирательное, объединяющее корпусных генералов родов войск: пехоты и кавалерии.
Во Второй Польской республике звание было введено 27 марта 1919 года Министром по военным делам генерал-лейтенантом Юзефом Лесьневским как объединяющее для генералов пехоты, кавалерии и артиллерии.

Погон генерала брони в период с 1922 по 1939 год.
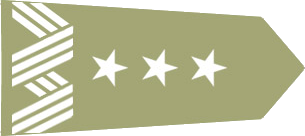
Современный погон генерала брони сухопутных войск.
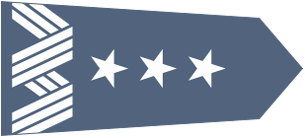
Современный погон генерала брони ВВС.
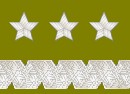
Нарукавная нашивка генерала брони.
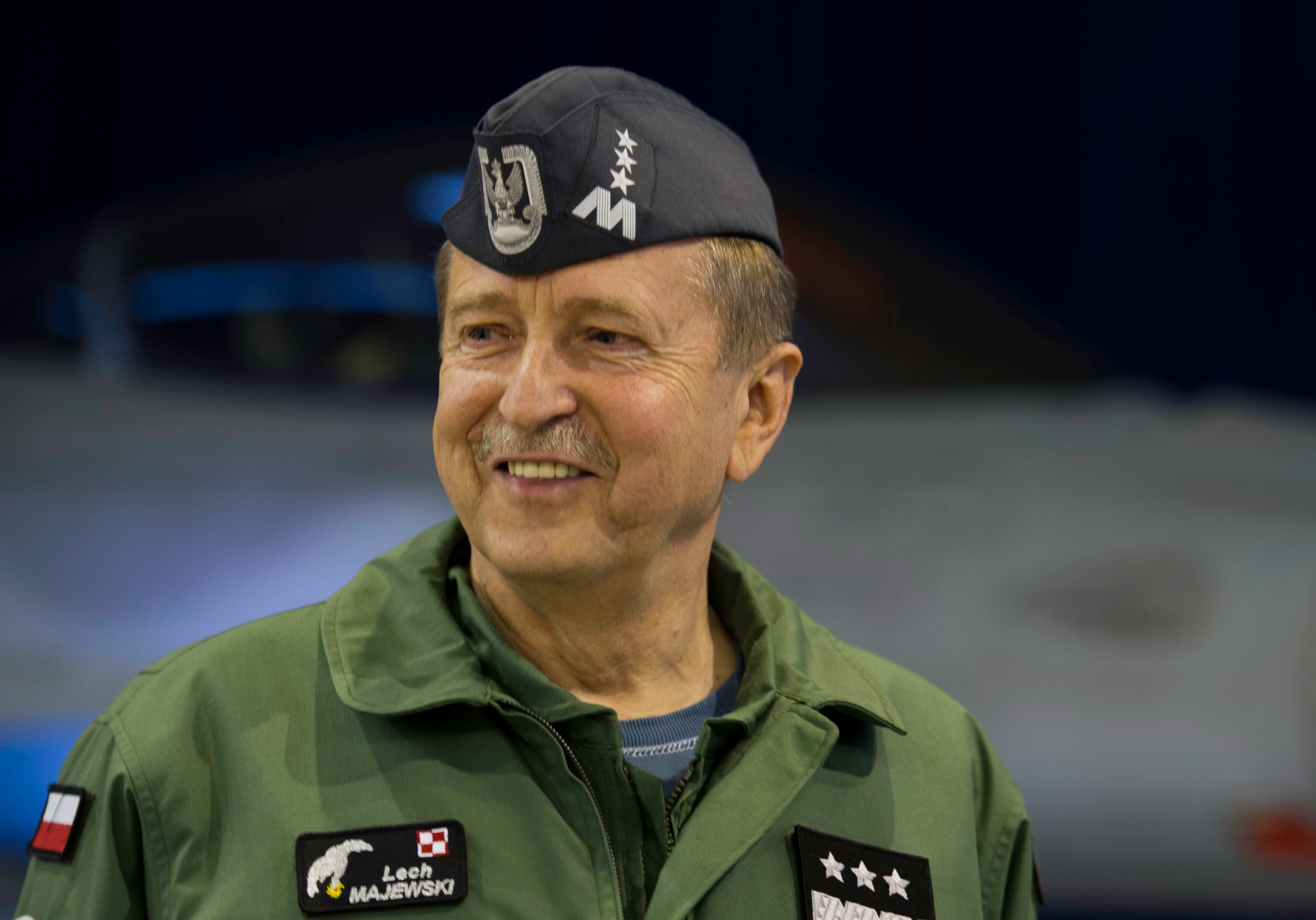
Командующий ВВС Польши генерал брони Лех Маевский, 2012 год